# Szczutowo
Szczutowo è un comune rurale polacco del distretto di Sierpc, nel voivodato della Masovia. Il suo capoluogo è il villaggio di Szczutowo, situato a circa 11 chilometri a nord-ovest di Sierpc e 125 km a nord-ovest di Varsavia.
Ricopre una superficie di 112,62 km² e nel 2004 contava 4 593 abitanti.

## Villaggi
Oltre al centro abitato di Szczutowo i comune comprende i villaggi e insediamenti di: Agnieszkowo, Białasy, Blinno, Blizno, Całownia, Cisse, Dąbkowa Parowa, Dziki Bór, Gójsk, Gorzeń, Grabal, Grądy, Gugoły, Jaźwiny, Józefowo, Karlewo, Łazy, Maluszyn, Mierzęcin, Modrzewie, Mościska, Podlesie, Słupia, Stara Wola e Szczechowo.